# Ф

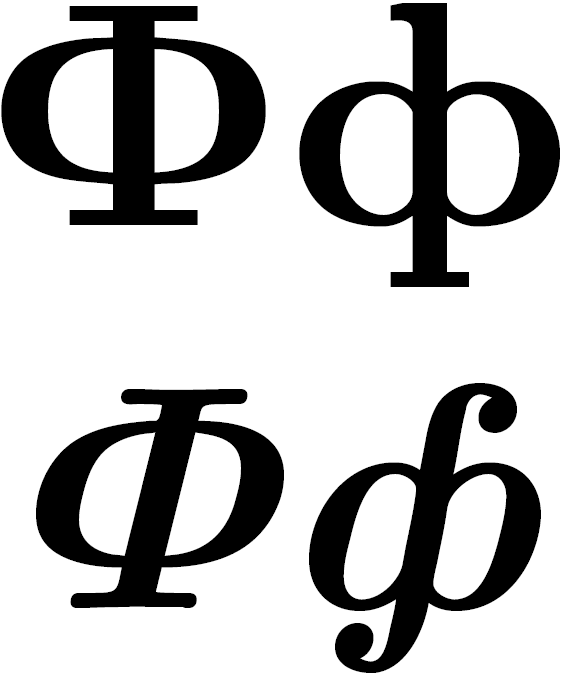
Kyrillischer Groß- und Kleinbuchstabe in moderner Schriftart, recte und kursiv

Das Ef (Ф und ф) ist ein Buchstabe des kyrillischen Alphabets. Seine Aussprache in allen kyrillisch geschriebenen Sprachen ist in der Regel [⁠f⁠] (bzw. palatalisiert [fʲ]), also ein stimmloser labiodentaler Frikativ. Bei der Transliteration und Transkription ins lateinische Alphabet wird er stets mit f wiedergegeben.

## Geschichte
Das ф (links in einer alten Schrifttype) ist direkt aus dem griechischen Buchstaben Phi (Φ φ) entstanden (genauer: aus der griechischen Unzialschrift, auf die der heutige griechische Großbuchstabe Φ zurückgeht).
Im Slawischen, für das das kyrillische Alphabet geschaffen wurde, gab es kein Phonem /⁠f⁠/, daher wurde dieser Buchstabe zunächst ausschließlich in griechischen Fremd- bzw. Lehnwörtern benutzt. Später haben die slawischen Sprachen auch aus anderen Sprachen Wörter mit f entlehnt, zum Beispiel aus dem Lateinischen, Deutschen, Französischen. In Wörtern mit slawischer Etymologie kommt der Buchstabe f bis heute nicht vor (mit Ausnahme von Interjektionen wie russ. тьфу (t’fu) ‚pfui‘, was onomatopoetisch den Laut des Spuckens wiedergibt).

## Glagolitisch
In der glagolitischen Schrift sah dieser Buchstabe ganz genau so aus wie in der griechischen und kyrillischen: ; ebenso in der kroatischen, eckigen Schrift:  (Auszeichnungsform: ). Es handelt sich hier also um einen der im glagolitischen Alphabet relativ wenigen Buchstaben, die – offenbar nachträglich – direkt aus dem griechischen Alphabet entlehnt wurden, um damit griechische Fremdwörter schreiben zu können.

## Zahlenwert
Im kyrillischen Zahlensystem steht das ф, ebenso wie das griechische Phi, für 500. Zufällig hat denselben Wert auch das glagolitische .

## Name
In den modernen slawischen Sprachen wird der Buchstabe ф beim Buchstabieren als [fə] (so vor allem bulgarisch) oder [ɛf] (unter anderem russisch, ukrainisch, belarussisch) gelesen.
Im Kirchenslawischen hat er hingegen den tradierten Namen „фрътъ“ (frьtь, urslawisch *fьrtь [fərtə]). Nach Trunte könnte dieser Name auf die griechische Wortform φέρ(ε)τε/fér(e)te ‘tragt!’ zurückgehen. Demnach habe der glagolitische Buchstabe ф ursprünglich nicht [⁠f⁠], sondern ein von gebildeten Griechen möglicherweise noch gesprochenes aspiriertes [pʰ] bezeichnet.

## Zeichenkodierung
| Standard  | Standard    | Majuskel Ф                 | Minuskel ф               |
| --------- | ----------- | -------------------------- | ------------------------ |
| Unicode   | Codepoint   | U+0424                     | U+0444                   |
| Unicode   | Name        | CYRILLIC CAPITAL LETTER EF | CYRILLIC SMALL LETTER EF |
| UTF-8     | UTF-8       | D0 A4                      | D1 84                    |
| XML/XHTML | dezimal     | &#1060;                    | &#1092;                  |
| XML/XHTML | hexadezimal | &#x0424;                   | &#x0444;                 |